# Кокс
Вижте пояснителната страница за други значения на Кокс.
Коксът е вещество съдържащо ~80% въглерод, остатък при производството на каменовъглен газ (газов кокс). Произвежда се и в коксови пещи, където се използва по-ниска температура при обработката на въглищата. Коксът е сив на цвят, с пореста структура и голяма крехкост.
Коксът се използва като гориво и като редуктор при топенето на желязна руда в доменна пещ. Коксът се получава от най-висококачествените антрацитни въглища и съдържа 97-99% въглерод. Коксът е в твърдо състояние, а Коксовите въглища са марка каменни въглища, обозначавана с «К».